# Sobór św. Aleksandra Newskiego w Tallinnie
Sobór św. Aleksandra Newskiego (est. Aleksander Nevski katedraal, ros. Собор Александра Невского) – prawosławny sobór w Tallinnie, katedra metropolitalna autonomicznego Estońskiego Kościoła Prawosławnego.
Sobór został wzniesiony w latach 1893–1900 z inicjatywy gubernatora estońskiego Siergieja Szachowskiego i proboszcza prawosławnej parafii Przemienienia Pańskiego w Tallinnie Konstantina Tizika. Miał być symbolem panowania rosyjskiego w Estonii, przyczynić się do upowszechniania prawosławia i w dalszej perspektywie rusyfikacji Estończyków. Jego konsekracji dokonał w 1900 r. arcybiskup ryski i mitawski Agatangel w asyście protojereja Jana Siergijewa (Jana Kronsztadzkiego).
Władze niepodległej Estonii rozważały rozbiórkę świątyni, ostatecznie jednak, po protestach prawosławnych mieszkańców kraju, zgodziły się na jego dalsze funkcjonowanie, z tym że w 1936 r. przekazały go parafii etnicznie estońskiej. Sobór został zamknięty w 1941 r. po wkroczeniu hitlerowskich Niemiec do Estonii i pozostawał nieczynny przez cztery kolejne lata. W okresie radzieckim natomiast nigdy nie został odebrany parafii, chociaż istniała koncepcja jego przebudowy na planetarium. Od 1990 r. jest katedrą metropolitalną Estońskiego Kościoła Prawosławnego, autonomicznej Cerkwi w strukturze Patriarchatu Moskiewskiego.

## Historia

### Budowa i wyświęcenie soboru
Inicjatorami budowy soboru byli gubernator estoński Siergiej Szachowskoj oraz proboszcz parafii Przemienienia Pańskiego w Tallinnie ks. Konstantin Tizik. Wskazywali oni, że istniejący w mieście sobór Przemienienia Pańskiego, przebudowany w XVIII w. z kościoła luterańskiego, stał się niewystarczający dla potrzeb rosnącej grupy prawosławnych Rosjan stale zamieszkujących miasto. Zwracali również uwagę na odbiegający bardzo od rosyjskiej prawosławnej tradycji wygląd zewnętrzny tego budynku sakralnego mimo przebudowy. Inicjatywa wpisywała się w kampanię wzmacniania prawosławia w guberniach bałtyckich, co z kolei miało sprzyjać rusyfikacji Łotyszy i Estończyków. Wzniesienie soboru, obok otwarcia żeńskiego Piuchtickiego Monasteru Zaśnięcia Matki Bożej, było najpoważniejszą rosyjską inicjatywą w tej kampanii.
W 1887 r. Świątobliwy Synod Rządzący zatwierdził plan budowy nowego soboru w mieście i przekazał na ten cel 60 tys. rubli. Gubernator estoński, który pragnął wznieść wspaniałą i efektowną cerkiew, uznał jednak tę sumę za niewystarczającą dla realizacji swoich planów i za zgodą cara Aleksandra III rozpoczął ogólnorosyjską zbiórkę funduszy na budowę obiektu. W rezultacie do połowy września 1899 r. zebrano 434 623 ruble i 29 kopiejek. Siergiej Szachowskoj nie dożył jednak nawet rozpoczęcia budowy soboru.
Na patrona świątyni wybrano w 1888 r. św. Aleksandra Newskiego, aby uczcić ocalenie cara Aleksandra III i jego rodziny z katastrofy monarszego pociągu w Borkach 17 października tego roku. Jako miejsce pod budowę świątyni wybrane zostało kluczowe w rozplanowaniu Tallinna i istotne dla estońskiej mitologii narodowej wzgórze Toompea, a konkretnie plac przed pałacem gubernatorskim (pierwotnie zamkiem Toompea, w niepodległej Estonii jest to gmach parlamentu). Autorem projektu budynku był akademik Michaił Prieobrażenski. 30 sierpnia 1893 r. arcybiskup ryski i mitawski Arseniusz poświęcił miejsce budowy, dwa lata później rozpoczęto wylewanie fundamentów. 20 sierpnia 1895 r. poświęcony został kamień węgielny. 2 listopada 1897 r. z fundacji kupca Iwana Gordiejewa na kopułach nieukończonej jeszcze cerkwi ustawiono żelazne, złocone krzyże. Rok później, latem, z daru przekazanego przez kolejnego rosyjskiego kupca Piotra Abrosimowa sfinansowano pozłocenie pięciu kopuł soboru. Dzwony dla świątyni odlano w zakładzie Wasilija Orłowa w Petersburgu, a zawieszono je w soborze 7 czerwca 1898 r..
Początkowo budowniczowie soboru przewidywali wstawienie do niego marmurowego ikonostasu, ostatecznie jednak zdecydowano się na drewniany i złocony jako tańszy, a przy tym bardziej pasujący stylistycznie do całości. Wygląd ikonostasu również zaprojektował Michaił Prieobrażenski, zaś wykonał go S. Abrosimow. Ikonostas został umieszczony we wnętrzu soboru w 1899 r., a ikony do niego powstały w pracowni Aleksandra Nowoskolcewa. Akademik Nowoskolcew osobiście napisał wizerunki w dolnym rzędzie ikonostasu.
W marcu 1900 r. ukończono prace nad wystrojem wnętrza i 30 kwietnia tegoż roku biskup ryski i mitawski Agatangel, w asyście protoprezbitera Jana Siergiejewa poświęcił gotową świątynię. 2 maja tego samego roku biskup Agatangel konsekrował boczny ołtarz św. Sergiusza z Radoneża, natomiast 15 lipca miało miejsce wyświęcenie ołtarza św. Włodzimierza. Sobór był świątynią parafii etnicznie rosyjskiej (z nabożeństwami w języku cerkiewnosłowiańskim), starszy sobór Przemienienia Pańskiego przekazano parafii prawosławnych Estończyków.
W 1917 r. metropolita piotrogrodzki Beniamin w asyście biskupa łuskiego Artemiusza dokonał w soborze św. Aleksandra Newskiego pierwszej w historii chirotonii biskupiej duchownego narodowości estońskiej – Platona (Kulbuscha). Biskupi żezł wręczony Platonowi (zamordowanemu w 1919 r. i kanonizowanemu jako jeden z nowomęczenników rosyjskich), traktowany jak relikwia, jest przechowywany w soborze.

### W niepodległej Estonii
W dwudziestoleciu międzywojennym w soborze odbywały się chirotonie biskupie kolejnych estońskich hierarchów prawosławnych – Aleksandra (Paulusa), Jana (Bulina) oraz Mikołaja (Leismana).
Po uzyskaniu niepodległości przez Estonię pojawił się projekt adaptacji soboru i całego wzgórza Toompea na Panteon Estońskiej Niezależności, a tym samym usunięcia świątyni-symbolu rusyfikacji kraju. W październiku 1928 r. estoński parlament uchwalił ustawę o rozbiórce soboru, która miała dojść do skutku do 1 maja 1929 r.. Decyzja ta spotkała się z protestami ludności prawosławnej, a także części duchowieństwa i wiernych większościowego w Estonii Kościoła luterańskiego oraz lewicowych partii opozycyjnych. Ostatecznie do zniszczenia świątyni nie doszło. Jedynie z kopuł soboru zdjęto złoto.
W latach 1923–1936 soborem administrowała nadal parafia rosyjska, podlegająca eparchii narewskiej, grupującej placówki duszpasterskie przeznaczone dla prawosławnych Rosjan. W 1936 r. budynek przejęła parafia etnicznie estońska; równocześnie sobór stał się katedrą autonomicznego Estońskiego Kościoła Prawosławnego kierowanego przez metropolitę Aleksandra. Nabożeństwa odbywały się w języku estońskim. Parafii rosyjskiej przekazano w zamian znacznie mniejszą cerkiew Świętych Symeona i Anny w Tallinnie.

### II wojna światowa i okres ZSRR
Parafia rosyjska ponownie zaczęła funkcjonować w soborze w 1940 r., po aneksji Estonii przez ZSRR i ponownym włączeniu Estońskiego Kościoła Prawosławnego w jurysdykcję Patriarchatu Moskiewskiego.
Po zajęciu Estonii przez III Rzeszę wskutek agresji na ZSRR sobór został w 1941 r. zamknięty. Niemieckie władze okupacyjne rozważały jego całkowite zniszczenie. Do  ponownego otwarcia cerkwi w marcu 1945 r. doprowadził arcybiskup narewski Paweł. W 1947 r. wiernym odebrano piwnice świątyni, gdzie znajdowała się dolna cerkiew św. Andrzeja, po czym zaadaptowano je na schron, a następnie magazyn książek. W latach 60. XX wieku istniał projekt przebudowy całego soboru na planetarium, czemu skutecznie przeciwstawił się biskup talliński i estoński Aleksy.
W 1990 r. w soborze odbyła się chirotonia biskupia archimandryty Korneliusza (Jakobsa), który objął następnie urząd biskupa tallińskiego.

### W Estonii po 1991
W 1991 r. parafia soborowa odzyskała pomieszczenie po dolnej cerkwi. Osiem lat później obiekt, na wniosek parafian, otrzymał status soboru stauropigialnego – podlega bezpośrednio patriarchom moskiewskim i całej Rusi, nie zaś eparchii tallińskiej, chociaż pozostaje katedrą jej zwierzchników.
Sobór dwukrotnie odwiedzali patriarchowie moskiewscy i całej Rusi – Aleksy II w 2003 r. i Cyryl w 2013 r.. 29 maja 2018 r. w świątyni odbył się nadzwyczajny sobór duchowieństwa i świeckich Estońskiego Kościoła Prawosławnego, który dokonał wyboru nowego zwierzchnika Kościoła po śmierci metropolity Korneliusza w marcu tego samego roku.
20 września 1995 sobór został zarejestrowany na liście zabytków kultury Estonii (est. Kultuurimälestiste riiklik register) pod numerem 1102.

## Architektura

### Bryła budynku

Sobór od wschodu

Sobór reprezentuje styl bizantyjsko-rosyjski. W rozplanowaniu naśladuje bizantyjskie świątynie krzyżowo-kopułowe, posiada trzy absydy i pięć cebulastych kopuł. Drugim źródłem inspiracji dla twórcy projektu obiektu były moskiewskie cerkwie z XVII w. Łączna wysokość obiektu to 58 metrów. Równocześnie w nabożeństwie w soborze może brać udział 1500 osób.
Zewnętrznie obiekt zdobiony jest mozaiką autorstwa A. Frołowa. Nad głównym wejściem do świątyni znajduje się wyobrażenie Matki Bożej oparte na ikonie Znak, a nad nią Obraz Chrystusa Zbawiciela Nie Ludzką Ręką Uczyniony. Nad wejściem bocznym od strony południowej umieszczono postać patrona soboru, a nad nim – św. Sergiusza z Radoneża i św. Włodzimierza. Nad wejściem północnym natomiast widoczna jest postać św. Mikołaja, nad nim zaś św. Izydora Jurjewskiego i św. Gabriela-Wsiewołoda Pskowskiego. Łączna powierzchnia mozaik przekracza 40 metrów kwadratowych i jest to jedna z największych takich kompozycji w Estonii.

### Wystrój wnętrza

#### Ikonostasy

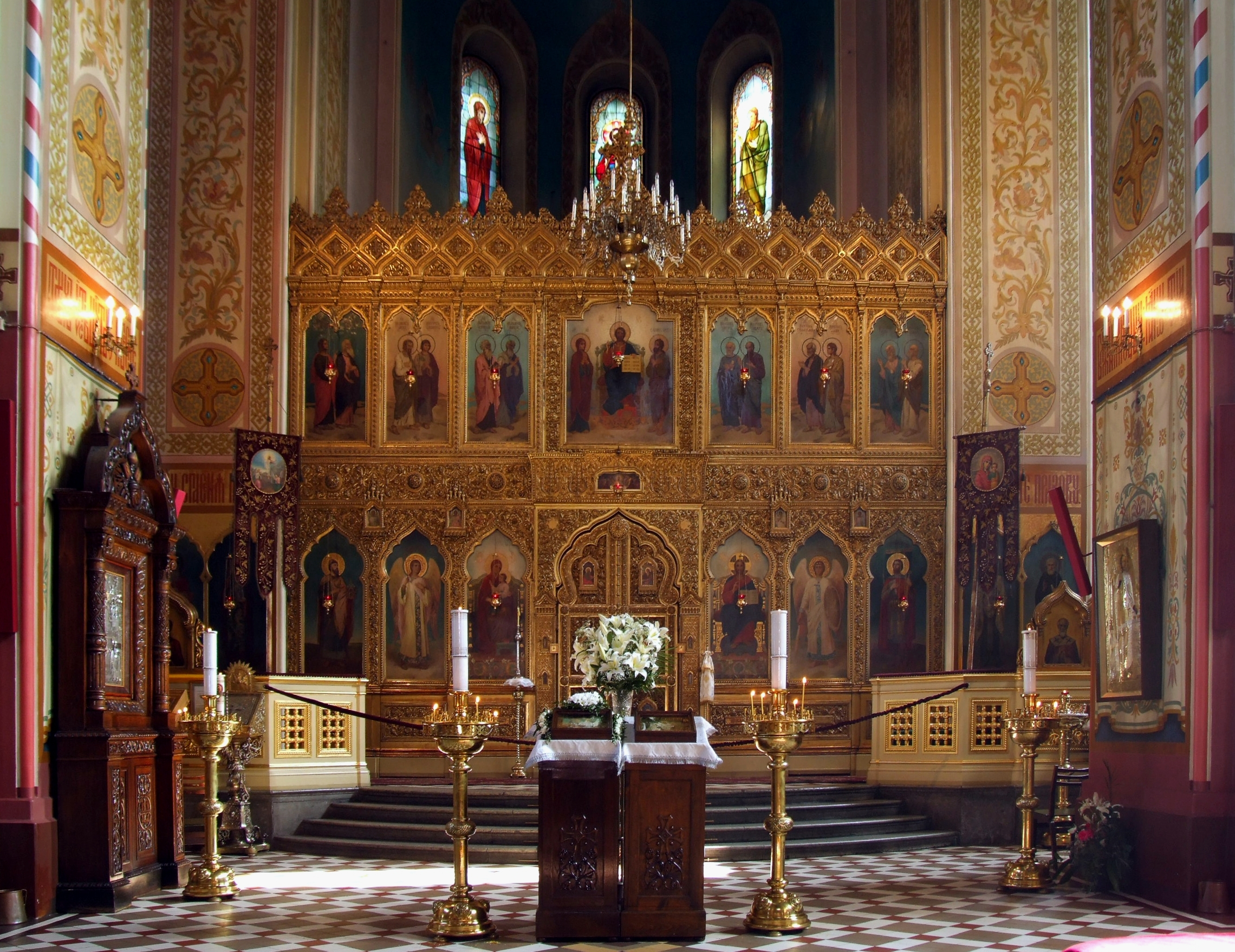
Wnętrze soboru. Widok na główny ikonostas

Sobór posiada trzy ołtarze – główny św. Aleksandra Newskiego, prawy (południowy) św. Sergiusza z Radoneża oraz lewy (północny) św. Włodzimierza Wielkiego. Przed głównym ołtarzem znajduje się dwurzędowy ikonostas. W pierwszym jego rzędzie znajdują się kolejno ikony Gabriela Pskowskiego, Archanioła Gabriela, Matki Bożej z Dzieciątkiem, Chrystusa Zbawiciela, Archanioła Michała i Aleksandra Newskiego. W rzędzie drugim umieszczono postacie Apostołów pogrupowane po dwie na sześciu ikonach, zaś nad królewskimi wrotami – kompozycję Deesis (Chrystusa Tronującego).
Analogiczne konstrukcje przed dwoma ołtarzami bocznymi są jednorzędowe. W ikonostasie przed ołtarzem południowym od lewej widoczne są ikony św. Nikanora, Matki Bożej, Chrystusa Zbawiciela i św. Filipa. Nad carskimi wrotami umieszczono kompozycję Ostatniej Wieczerzy. Przed ołtarzem północnym natomiast znajduje się ikonostas z wizerunkami św. Laurentego, Matki Bożej, Chrystusa Zbawiciela i św. Szczepana. Nad carskimi wrotami również umieszczona została Ostatnia Wieczerza. Przed prawym klirosem ustawiono dodatkowo ikony św. Sergiusza z Radoneża oraz św. Izydora Jurjewskiego. Przed klirosem lewym znajdują się ikony św. Olgi i św. Włodzimierza.

#### Pomieszczenie ołtarzowe
W pomieszczeniu ołtarzowym, za ołtarzem, znajduje się kompozycja Komunia Apostołów autorstwa Michaiła Wasiljewa, oparta na mozaice z XI w. na ten sam temat, znajdującej się w soborze Mądrości Bożej w Kijowie. Nie jest to wierna kopia kijowskiego pierwowzoru, artysta inaczej rozwiązał m.in. ustawienie i ekspresję postaci. Nad górnym miejscem soboru zawieszono ikonę Zmartwychwstania Pańskiego.
W oknach pomieszczenia ołtarzowego znajdują się witraże zaprojektowane przez Aleksandra Nowoskolcewa, a wykonane przez Emila Steinkego. Przedstawiają one Chrystusa Zbawiciela, Matkę Bożą i Jana Chrzciciela.

#### Pozostałe ikony
Przed kolumnami soboru po prawej stronie znajdują się kioty z wizerunkami św. Katarzyny i św. Mikołaja. Po stronie lewej, również w kiocie, ustawiono kopię Kazańskiej Ikony Matki Bożej otaczaną od momentu wyświęcenia świątyni szczególną czcią). Po tej samej stronie usytuowana jest ikona grupy świętych, których wspomnienie wypada w dniu 17 października (stary styl), tj. świętych Ozeasza, Andrzeja z Krety i świętych Kosmy i Damiana, ukazanych razem z patronami członków rodziny carskiej – świętymi Aleksandrem Newskim, Mikołajem z Miry, Jerzym Zwycięzcą, Marią Magdaleną, Olgą Kijowską, męczennicą Aleksandrą i św. Michałem. Przed ikonostasem w ołtarzu św. Włodzimierza Wielkiego, po lewej stronie, znajduje się kopia Ikony Matki Bożej „Szybko Spełniająca Prośby”. Z kolei przed ikonostasem w ołtarzu św. Sergiusza z Radoneża znajdują się wizerunek św. Serafina z Sarowa oraz kopia Pskowskiej Ikony Matki Bożej.
Po kanonizacji cara Mikołaja II i jego rodziny do soboru wstawiono również ich ikonę.  W 2010 r. do mniejszej ikony przedstawiającej św. Aleksandra Newskiego dostarczono cząstkę jego relikwii. W 2012 r. na wyposażeniu soboru znalazła się natomiast ikona Soboru Świętych Ziemi Estońskiej napisana przez Leonida Sokołowa. W soborze znajduje się również osobna ikona jednego ze świętych należących do tego soboru – św. Sergiusza z Rakvere z cząstką jego relikwii. Oprócz ikon wykonywanych na przestrzeni lat specjalnie dla świątyni na wzgórzu Toompea na jej wyposażeniu są również przeniesione po II wojnie światowej ikony pochodzące z cerkwi Świętych Symeona i Anny w Tallinnie oraz ze zniszczonego w 1944 r. soboru Przemienienia Pańskiego w Narwie.

#### Freski

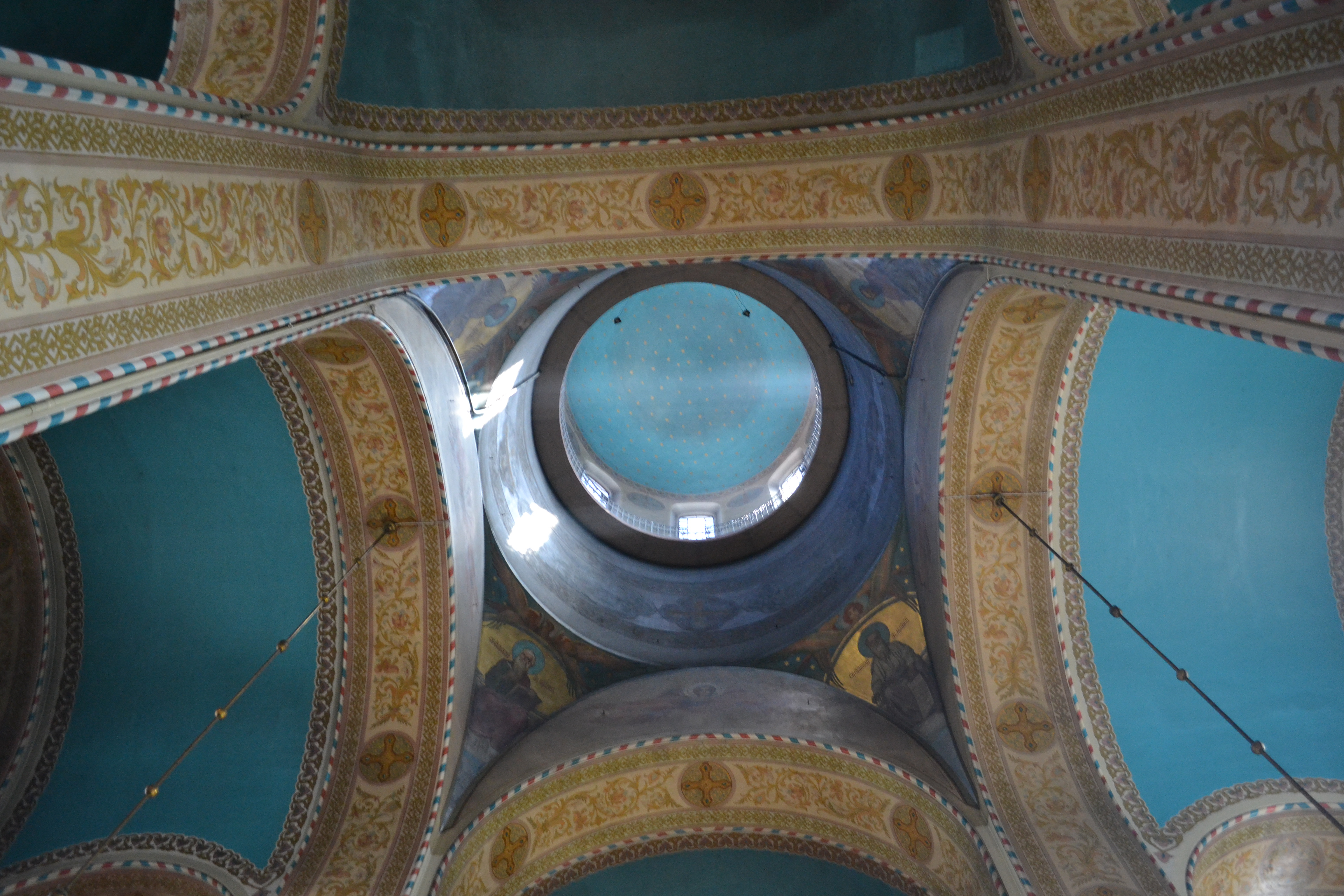
Główna kopuła

Freski we wnętrzu soboru zaprojektował architekt Michaił Prieobrażenski, a namalował G. Prokofjew. Jedynie postacie Ewangelistów usytuowane na żagielkach wspierających największą kopułę są dziełami Aleksandra Błaznowa.

#### Inne elementy wyposażenia
Przed ikonostasami ołtarzy bocznych znajdują się dwa brązowe i złocone panikadiła (żyrandole) wzorowane na tym, które Piotr Wielki ufundował dla dworskiej cerkwi na Kremlu moskiewskim.
Na jednym z analogionów wystawiony dla kultu jest krzyż-relikwiarz z cząsteczkami relikwii różnych świętych oraz z fragmentem kamienia z Grobu Pańskiego.
Po obydwu stronach głównego wejścia do soboru umieszczono marmurowe tablice pamiątkowe przypominające o wzniesieniu i wyświęceniu soboru. Z czasem w tej części świątyni zawieszano kolejne tablice, m.in. upamiętniające poległych żołnierzy i marynarzy. Osobną tablicą upamiętniono wizytę cara Mikołaja II z małżonką Aleksandrą i córkami Olgą, Tatianą, Marią oraz Anastazją w 1912 r.. Przy panichidniku i Golgocie znajdują się tablice pamięci służących przez wiele lat w soborze biskupów tallińskich Pawła i Izydora.

### Dzwony
W soborze św. Aleksandra Newskiego znajduje się jedenaście dzwonów. Największy z nich waży szesnaście ton. W momencie zawieszenia był to największy dzwon cerkiewny w nadbałtyckich guberniach Imperium Rosyjskiego, a po aneksji Estonii do ZSRR – największy dzwon cerkiewny na terenie tego państwa. Na wszystkich dzwonach widnieje cerkiewnosłowiańska inskrypcja „Dzwon soboru Aleksandra Newskiego w Rewlu” (cs. kołokoł Aleksandro-Niewskago Riewielskogo sobora). Cztery z nich dodatkowo opatrzono inskrypcjami i wizerunkami:
- pierwszy – wizerunkami Chrystusa Zbawiciela i Aleksandra Newskiego, inskrypcją wskazującą postacie fundatorów gubernatorów Siergieja Szachowskiego i jego następcy Jewstafija Skałona razem z członkami kierowanych przez nich komitetów budowy, a także osoby carów Aleksandra III i Mikołaja II, za panowania których rozpoczęto i ukończono prace nad soborem, a ponadto fragment w języku cerkiewnosłowiańskim z Ewangelii Jana: „Mam także inne owce, które nie są z tej owczarni. I te muszę przyprowadzić i będą słuchać głosu mego, i nastanie jedna owczarnia, jeden pasterz”;
- drugi – wyobrażeniem Zwiastowania Matce Bożej oraz wizerunkiem św. Mikołaja oraz inskrypcją „Zwiastuj ziemi radość wielką, chwalcie, niebiosa, chwałę Bożą”. Wspomniano na nim także imiona biskupów ryskich Arseniusza i Agatangela, czyli hierarchów, którzy święcili kamień węgielny pod budowę soboru i gotową świątynię;
- trzeci – wizerunkami św. Sergiusza z Radoneża i wyobrażeniem Wniebowstąpienia Pańskiego oraz inskrypcją: „ Kto wstąpi na górę Pana, kto stanie w Jego świętym miejscu? Człowiek o rękach nieskalanych i o czystym sercu”;
- czwarty – wizerunkiem św. Włodzimierza Wielkiego[33].